# 阿瓦倫 (喬治亞州)
阿瓦倫（英語：Avalon）是一個位於美國喬治亞州斯蒂芬斯縣的城鎮。

## 地理
阿瓦倫的座標為34°30′06″N 83°11′40″W / 34.50167°N 83.19444°W，而該地的平均海拔高度為281米（即922英尺）。

## 人口
根據2010年美國人口普查的數據，阿瓦倫的面積為4.60平方千米，當中陸地面積為4.60平方千米，而水域面積為0.00平方千米。當地共有人口213人，而人口密度為每平方千米46人。